# Villa Hoflößnitzstraße 6 (Radebeul)
Die Villa in der Hoflößnitzstraße 6 liegt im Stadtteil Serkowitz an der Straßengrenze zu Oberlößnitz der sächsischen Stadt Radebeul. Das Anwesen gehörte 1865 dem Baumeister Moritz Ziller, der dort die heutige Villa errichtete und während der Bauzeit an einen neuen Eigentümer verkaufte. Die Villa, die Teil eines größeren Gebäudekomplexes in einem parkartigen Garten (denkmalpflegerische Nebenanlage) ist, liegt zu einem dreieckigen begrünten Platz, dem Hörningplatz, auf dem die Skulptur „Flora mit Putto“ von Burkhart Ebe steht.

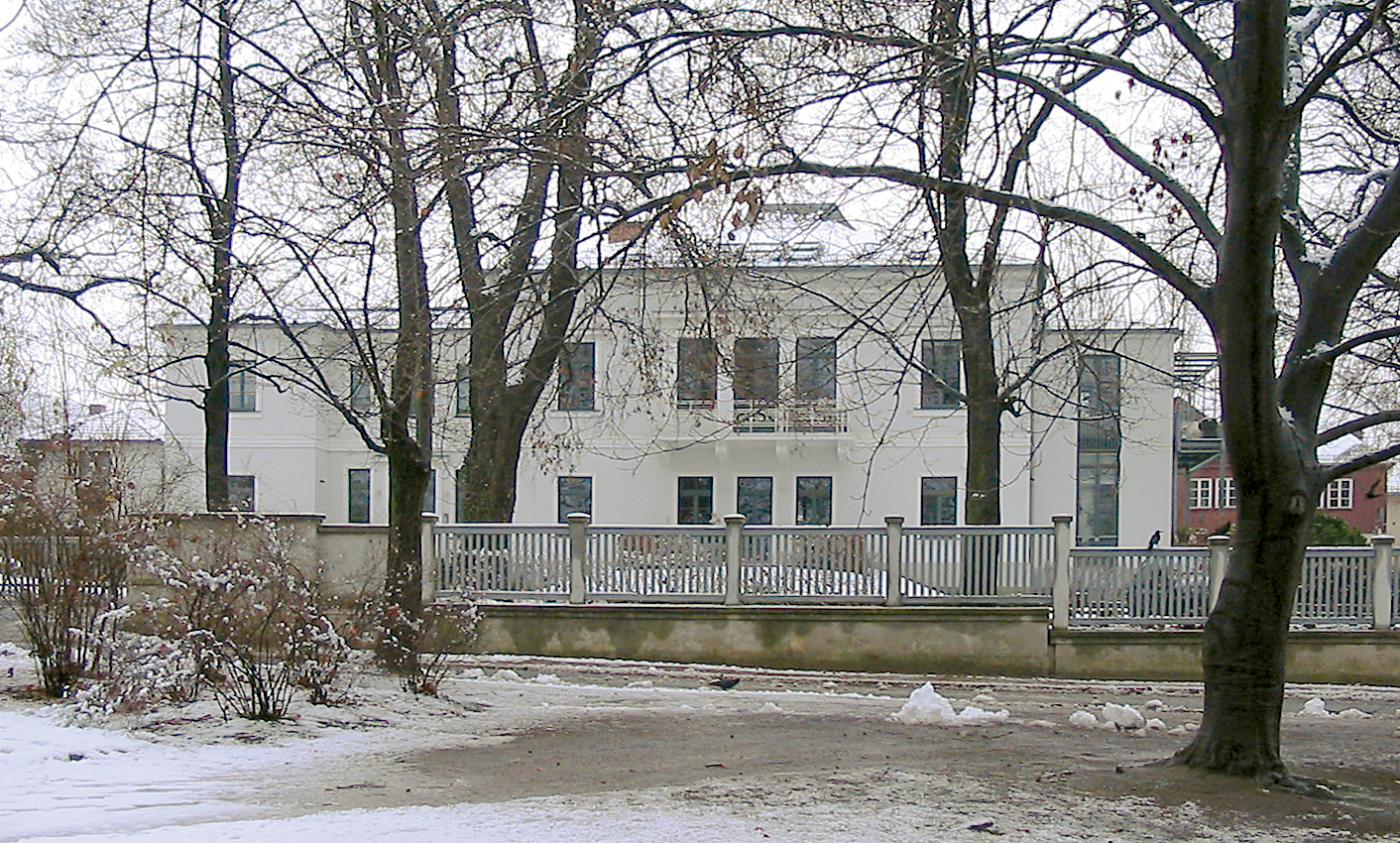
Villa Hoflößnitzstraße 6

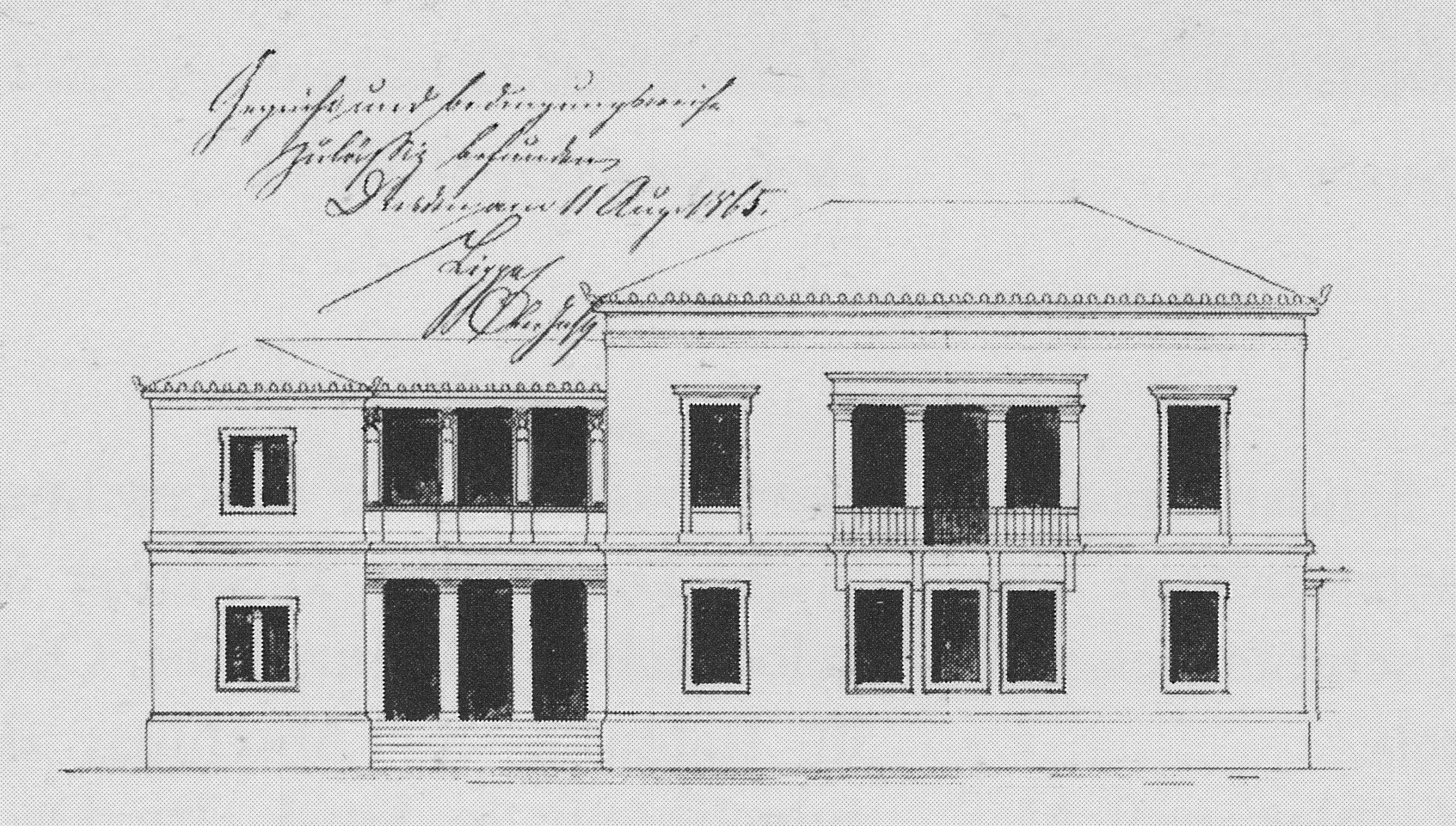
Bauzeichnung, 1865

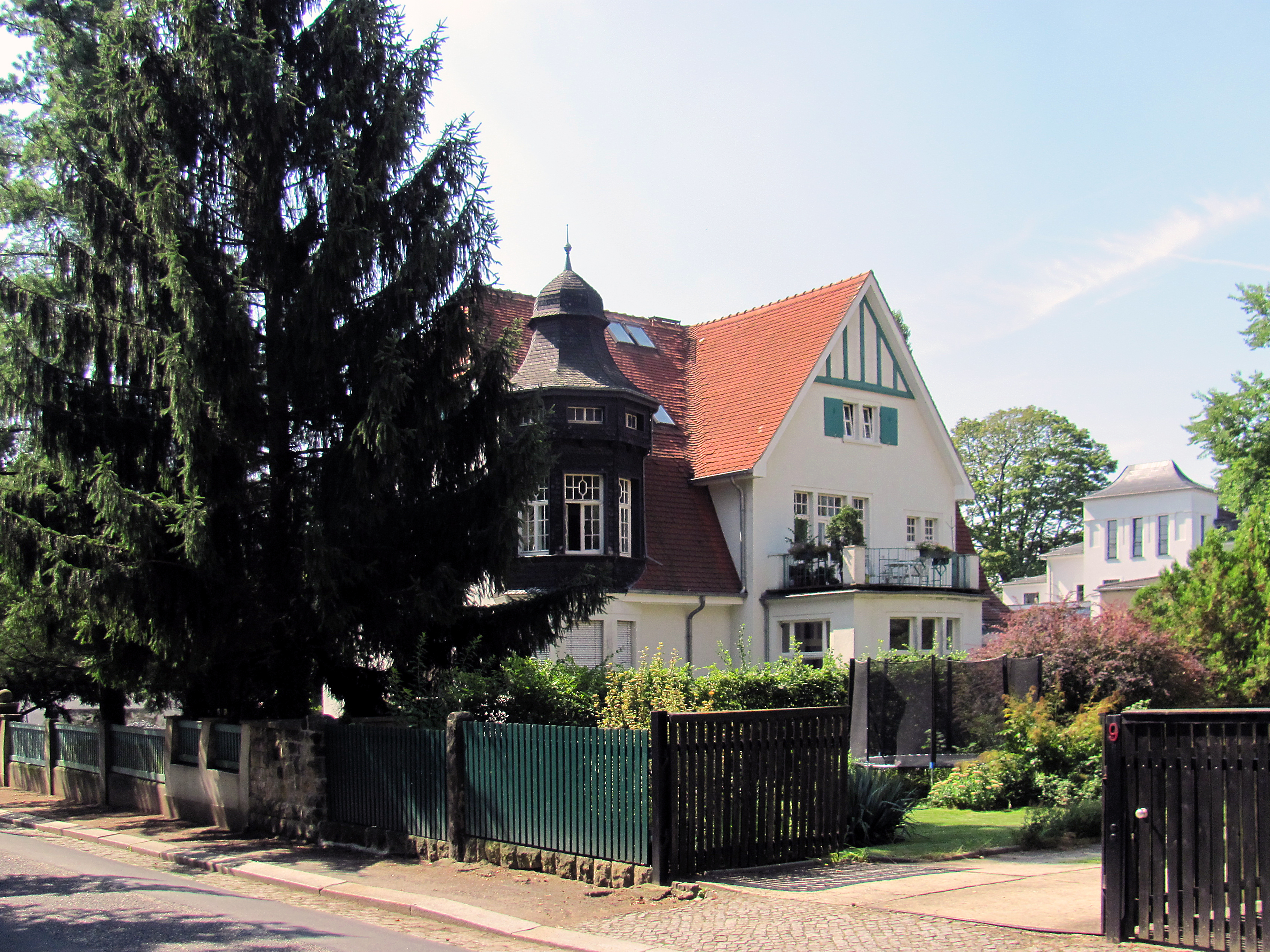
Friedlandstraße 7. Rechts im Hintergrund die Rückseite der Hoflößnitzstraße 6

## Beschreibung
Die in einigem Abstand von der Straße stehende, mit angebautem Nebengebäude und Garten denkmalgeschützte Villa wurde von Moritz Ziller im Stil eines römischen Landhauses mit einfacher spätklassizistischer Gliederung entworfen, bestehend aus einem großen Hauptgebäude auf der Rechten, einem kleineren Nebengebäude sowie einem Verbindungsbau mit Freitreppe und dem Eingang. Dieser war ursprünglich als offene Pfeilerhalle geplant, ist heute jedoch massiv geschlossen. Die auf einem Putzsockel stehenden Gebäudekörper haben ein flaches, verschiefertes Walmdach.
Das fünfachsige Hauptgebäude ist gegenüber dem Nebengebäude durch einen Kniestock leicht erhöht. Die drei mittleren Öffnungen im Obergeschoss des Haupthauses, bestehend aus Fenstern mit mittiger Balkontür, sind durch Pilaster zusammengefasst und werden durch eine horizontale Verdachung nach oben abgeschlossen. Die Balkontür führt auf einen Kragbalkon auf Sandsteinkonsolen, der Balkon wird durch ein verziertes Eisengitter abgeschlossen. In der rechten Seitenansicht steht eine massive, zweigeschossige Veranda vor dieser befindet sich ein metallener Standbalkon.
Die Fenster und Türen werden durch Sandsteingewände eingefasst, und einige tragen darüber horizontale Verdachungen. Der schlichte, sich farblich zurückhaltende Glattputz wird durch ein horizontales Geschossgesims gegliedert, der Kniestock des Haupthauses wird durch ein Putzband angedeutet.
Die Einfriedung erfolgt durch Holzzaunfelder zwischen Sichtbetonpfeilern, die auf einem hohen Sockelband stehen.

## Geschichte
Der Baumeister Moritz Ziller beantragte im August 1865 den Bau eines Wohnhauses auf eigener Parzelle, was ihm vom königlichen Gerichtsamt Dresden genehmigt wurde. Zur Baurevision im März 1867 hatte das Anwesen bereits einen neuen Eigentümer.
1907 erfolgte nach einem Entwurf des Radebeuler Architekten Johannes Heinsius ein Umbau des rückwärtigen Anbaus sowie der Veranda in der rechten Seitenansicht.
Nach 1990 wurden im Süden und Nordosten Nebengebäude errichtet. 1998 wurde der Abschluss des im Osten stehenden Turmes zu einem geschwungenen Walmdach verändert.